# He Sirin
He Sirin (Chinees: 何錫林; Guangzhou, China, 30 augustus 1989) is een in China geboren Turks voormalig professioneel tafeltennisster. In het Chinees stond zij bekend als He Xilin.

## Belangrijkste resultaten
- Goud in het gemengd dubbelspel op de Europese kampioenschappen 2010 met Bora Vang.
- Brons in het gemengd dubbelspel op de Europese kampioenschappen 2009 met Bora Vang.